# Cheval au XIXe siècle
L'histoire du cheval au XIXe siècle est celle d'une synergie entre progrès industriels et utilisation de la force animale. Le cheval est omniprésent tant comme animal de transport urbain et routier que dans les industries minières et les cavaleries militaires. La fin du XIXe siècle, avec les progrès du chemin de fer et de l'automobile, annonce pourtant déjà sa disparition de la vie quotidienne au siècle suivant. C'est également au cours de ce siècle que naissent les premières préoccupations pour le bien-être du cheval, notamment en Angleterre, en France et aux États-Unis.

## Le cheval en ville

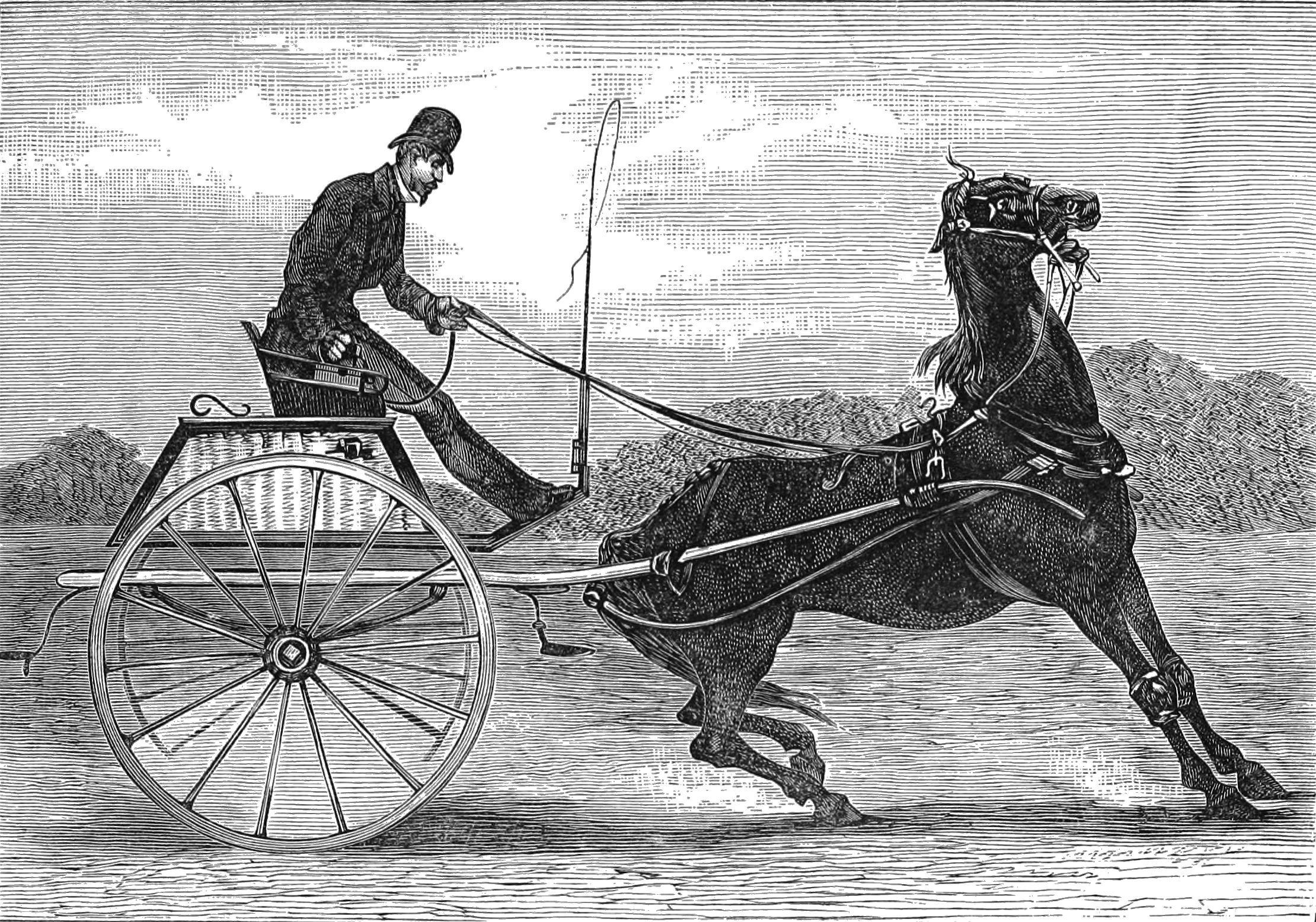
Gravure américaine parue en 1880, conseillant de contrôler les chevaux d'attelage rétifs par l'application de chocs électriques.

Les compagnies d'omnibus et de tramways américaines exploitent le cheval. Les véhicules hippomobiles sont souvent surchargés, les chevaux qui les tractent sont battus et soumis à un travail pénible. En France au début du siècle, la maltraitance est à la fois commune et banalisée, en particulier pour les chevaux de trait à l'époque de la monarchie de juillet. Le côté fruste des charretiers, prompts à manier le fouet et à hurler sur leurs chevaux, laisse en héritage l'expression « jurer comme un charretier ». Lorsqu’un cheval tombe entre ses harnais, le charretier tente le plus souvent de le faire se relever à coups de pied dans le ventre. Il est fréquent que des chevaux meurent d'épuisement au travail, en pleine rue. De multiples témoignages, y compris un poème de Victor Hugo écrit en 1838, attestent l'omniprésence de cette maltraitance publique des chevaux de travail. Le développement du capitalisme sauvage pousse à des traitements cruels, en particulier lorsque le cheval incapable de travailler est envoyé chez l'équarrisseur. Considérés comme inutiles, ces chevaux attendent parfois des jours avant d'être abattus et agonisent sous l'effet de la faim et de la soif. Ce contraste entre la condition des chevaux de travail et celle des chevaux de la bourgeoisie et des classes riches provoque un malaise dans la société française.

## Utilisation militaire

### Guerres napoléoniennes
Le cheval est un élément des conquêtes napoléoniennes, à la fois au combat, pour les patrouilles et la reconnaissance, et comme soutien logistique. Pendant la guerre de la Sixième Coalition, l'épuisement de la cavalerie française (ayant souffert de la campagne de Russie) et la perte de centres de production de chevaux par ses alliés pour la fournir contribuent de manière significative à la défaite progressive de la France et à la chute du Premier Empire.

## Sensibilisation
Les premiers mouvements de sensibilisation à la cause des chevaux naissent en Angleterre à la fin du XVIIIe siècle, avec une première tentative d'interdire de battre volontairement les chevaux dans les années 1820. La Society for Prevention of Cruelty to Animals est créée en 1824 à Londres, en réaction à cette souffrance animale. Son logo représente un ange venu châtier un homme qui frappe son cheval. 
En 1845, la Société protectrice des animaux voit le jour en France pour protéger les chevaux des abus. Jacques-Philippe Delmas de Grammont, ancien officier de cavalerie, créé la ligue française pour la protection du cheval en 1850 et fait voter la loi qui porte son nom la même année, interdisant la maltraitance volontaire des animaux. Un débat agite cependant la France tout au long du siècle pour ce qui concerne la tauromachie (et notamment les éventrations de chevaux), contraire à la loi Grammont.
Les premières définition d'une notion de maltraitance du cheval aux États-Unis s'orientent sur leur privation de nourriture et de soin, et le fait de les frapper. La cour de New York est pionnière, publiant une loi qui punit ceux qui tuent ou torturent volontairement un animal (dont le cheval) dès 1829. La cour de l'État du New Jersey traite le cas d'un homme ayant battu son cheval à mort en 1858, mais conclut que rien n'interdit de frapper son propre cheval en dépit du problème que pose un tel spectacle en public. En 1860, l'État de Pennsylvanie condamne ceux qui battent un cheval à une amende maximale de deux cents dollars, le double de ce que risque une mère qui battrait son enfant de moins de sept ans. Le vol de chevaux et la mutilation d'animaux appartenant à autrui sont sévèrement sanctionnés, témoignant de motivations essentiellement financières et « sociétales ». Battre son cheval sans raisons est considéré comme étant « mal » et contraire aux bonnes mœurs, mais la souffrance ressentie par l'animal n'est pas prise en compte. La punition de ceux qui maltraitent leurs propres chevaux n'est pas immédiatement à l'ordre du jour, la loi ne pouvant être appliquée que si une preuve est apportée que le cheval a été battu avec de réelles « mauvaises intentions ». La notion de « torture » des animaux est introduite dans le droit américain à la fin du XIXe siècle, par le cas d'un homme ayant appliqué de l'acide sur les sabots de ses chevaux. L'évolution se fait également sentir par des procès mettant en cause des meneurs d'omnibus accusés de surexploiter les chevaux.

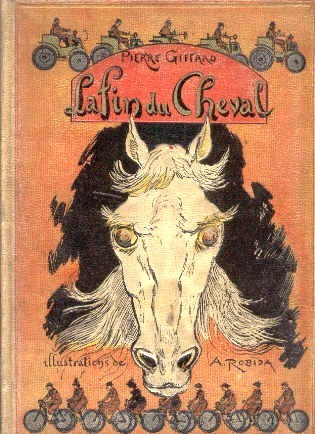
Couverture du livre La fin du cheval de Pierre Giffard (1899), qui prédit la disparition de l'animal au profit des bicyclettes et automobiles.

## Prémices d'une fin
Le remplacement de l'énergie animale par les moteurs et les machines est entamé à la fin du siècle. Éleveurs de chevaux et vétérinaires s'alarment déjà de la popularité de la bicyclette, convaincus qu'elle les mettra au chômage. L'invention du chemin de fer, celle du moteur à explosion et l'électrification entraînent le remplacement de la traction animale par la machine dans les pays développés. En 1899, le Français Pierre Giffard publie La Fin du cheval, un livre illustré par Albert Robida dans lequel il défend la thèse du remplacement du cheval par la bicyclette puis l'automobile. La même année, La Jamais contente pulvérise le record du monde de vitesse automobile en atteignant les 100 km/h. Aux États-Unis comme en France, dès les années 1890, le cheval montre ses limites en termes de vitesse. Partout où s'implante une ligne de chemin de fer, il cesse d'être utilisé ou bien se retrouve cantonné aux courts trajets attelés, généralement entre la gare et les villes pour le transport des marchandises et des personnes.

## Culture
La parution du roman Black Beauty en 1877 dans l'Angleterre victorienne entraîne une forte sensibilisation pour la cause des chevaux. En racontant l'histoire d'un cheval sous la forme d'une autobiographie, l'auteur Anna Sewell se montre très en avance sur son temps en matière de protection animale. Le roman prend parti contre l'enrênement en attelage, les œillères et la caudectomie. D'après Amélie Tsaag Valren, il « préfigure d’une certaine manière la disparition du cheval en ville. Anna Sewell montre que cet animal de chair et de sang, qui ressent la douleur et la tristesse, n’a pas sa place dans l’environnement urbain et la société industrielle de Londres ». Ce roman provoque une controverse en Angleterre à sa sortie. Ce n'est que plus tard qu'il devient un best-seller. Anna Sewell, décédée cinq mois après sa publication, affirme que le but de ce roman était d'améliorer le sort des chevaux dans ce pays.
Léon Tolstoï publie en 1885 la nouvelle Le Cheval, qui laisse la parole à un cheval pie nommé l'Arpenteur. Il raconte notamment sa castration, ses débuts sous le harnais, attelé et ses capacités à la course, jusqu'à sa mort, saigné par l'équarrisseur.